# باتريك ماكدونو (دراج)
باتريك ماكدونو (بالإنجليزية: Patrick McDonough)‏ مواليد 22 يوليو 1961 في لونغ بيتش، هو دراج أمريكي سابق. سبق أن شارك في دورة الألعاب الأولمبية الصيفية وفاز بميدالية أولمبية.

## الميداليات
| الميدالية | المسابقة                       |
| --------- | ------------------------------ |
| فضية      | الألعاب الأولمبية الصيفية 1984 |

## روابط خارجية
- باتريك ماكدونو على موقع أرشيف الدراجات (الإنجليزية)
- باتريك ماكدونو على موقع أوليمبيديا (الإنجليزية)